# Ɋ
Ɋ eller ɋ (Q med kroket-hale) er et bogstav, som indtil 2002 blev brugt i sproget Numanggang fra Papua Ny Guinea. 
I Unicode kodes Ɋ som U+024A (Ɋ) og ɋ som U+024B (ɋ).
| Sprog | Spire Denne artikel om sprog er en spire som bør udbygges. Du er velkommen til at hjælpe Wikipedia ved at udvide den. |